# Guerra da Continuação
A Guerra da Continuação (em finlandês: jatkosota e em sueco:  fortsättningskriget) ou Segunda Guerra Soviético-Finlandesa foi um conflito travado entre a Finlândia e a União Soviética, entre 25 de junho de 1941 e 19 de setembro de 1944, durante a Segunda Guerra Mundial.
O Reino Unido declarou  guerra à Finlândia em 6 de dezembro de 1941, mas não participou do conflito ativamente. A Alemanha interveio mediante o envio de material de guerra vital e cooperação militar com os finlandeses. Os EUA não lutaram nem declararam guerra contra nenhum dos lados, mas deram à União Soviética ajuda massiva em vários níveis — oficialmente, no sentido de colaborar no esforço de guerra soviético contra a Alemanha.
Na Finlândia, foi chamada Guerra da Continuação para tornar clara a relação com a Guerra de Inverno (ou Primeira Guerra russo-finlandesa, de 1939 a 1940) e a intenção de Josef Stalin de ocupar a Finlândia com base no Pacto Ribbentrop-Molotov, assinado entre Stalin e Hitler em 1939. Nesse sentido, é considerada como uma guerra separada da Segunda Guerra Mundial.
A União Soviética não dá um nome específico para o conflito, pois oficialmente foi considerado apenas como mais uma das frentes da "Grande Guerra Patriótica" contra a Alemanha Nazi. Da mesma forma, os alemães viram as suas operações na região como parte dos seus esforços durante a Segunda Guerra Mundial.

## Início do conflito

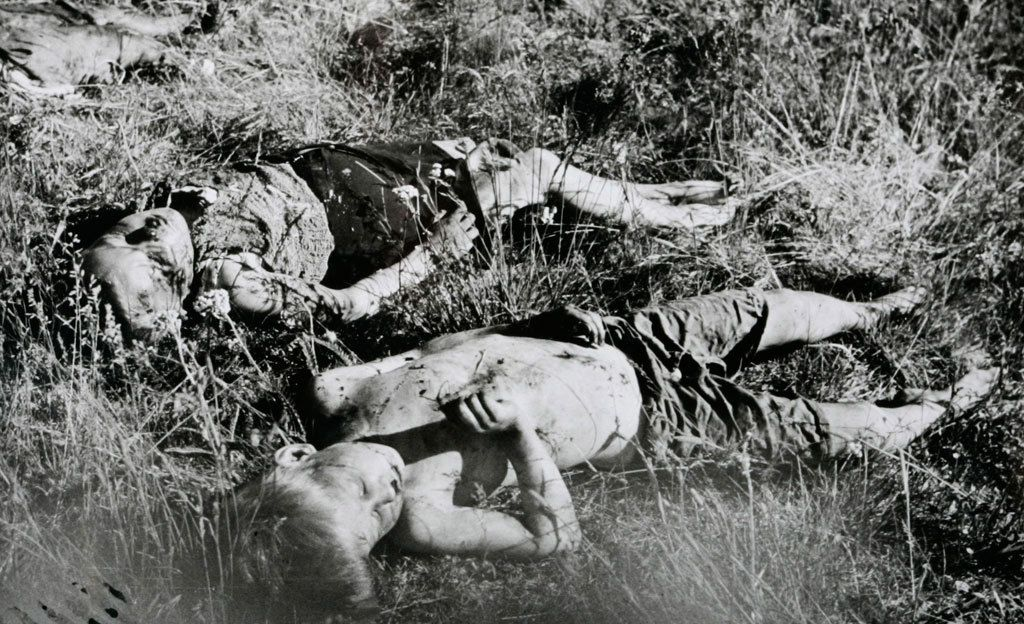
Crianças finlandesas mortas por milícias soviéticas em Seitajärvi, 1942

Após um acordo acerca da movimentação de tropas e importação de munições, a Alemanha destacou um forte contingente da Wehrmacht no Norte da Finlândia, em preparação para a Operação Barbarossa (invasão da União Soviética).
No dia 25 de Junho de 1941, três dias após o início dos ataques alemães à União Soviética noutras frentes, meia dúzia de cidades e vilas finlandesas foram bombardeadas por forças aéreas soviéticas e, pouco depois, tropas finlandesas e alemãs invadiram o território soviético a partir da Finlândia.
Os finlandeses, pela Declaração da Bainha da Espada, afirmaram que os seus objectivos se limitavam à conquista da Carélia Oriental, o que ocorreu antes do inverno de 1941.

## Final do conflito e consequências

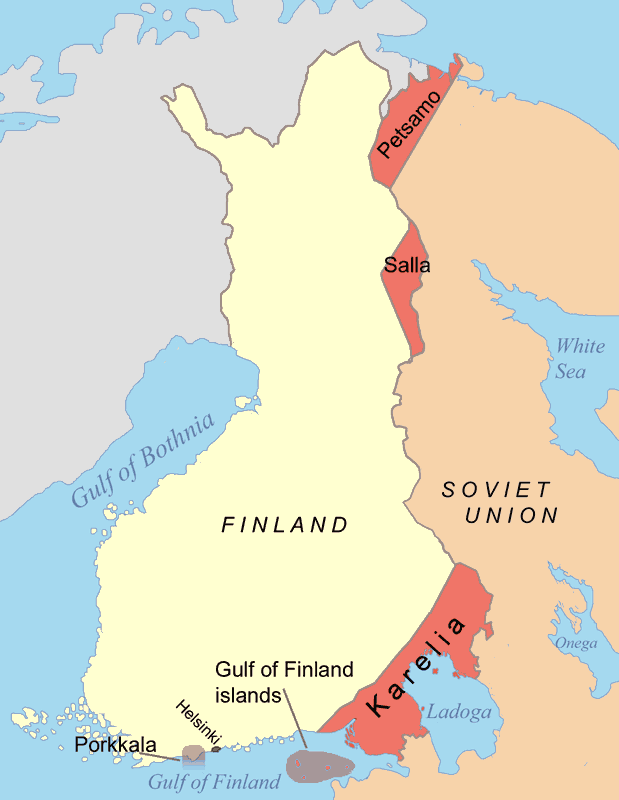
Áreas cedidas pela Finlândia à URSS, pelo Armistício de Moscou. A Finlândia cedida o distrito do Petsamo, além das perdas da Guerra de Inverno.

No dia 9 de Junho de 1944, a União Soviética iniciou uma forte ofensiva e a Finlândia foi forçada a evacuar o Istmo da Carélia após poucas semanas. No entanto, tal ofensiva viria a ser detida nas principais frentes, tornando o custo de ocupar todo o país demasiado pesado para os soviéticos.
A 4 de Setembro entrou em vigor um cessar-fogo, que pôs fim às operações militares do lado finlandês. A URSS pôs fim às hostilidades 24 horas depois. A 19 de Setembro foi assinado em Moscovo o armistício entre a Finlândia e a União Soviética. Segundo as condições impostas pelo acordo, a Finlândia era obrigada a desmobilizar imediatamente o seu exército e a expulsar as tropas da Wehrmacht do seu território no prazo de 14 dias. Perante a recusa alemã em abandonar a Finlândia voluntariamente, os finlandeses iniciaram a Guerra da Lapónia contra os seus antigos aliados.
Além disso, a União Soviética recuperou as fronteiras de 1940, com a adição da área de Petsamo (ou Petchenga), atual Raion (distrito) de Pechengsky, na Rússia; a península de Porkkala (adjacente a Helsinki) foi cedida à USSR para servir como base naval durante cinquenta anos, com direitos de trânsito garantidos.
A Finlândia também teve que limpar os campos minados na Carélia e no Golfo da Finlândia. A retirada das minas foi uma longa operação, especialmente nas áreas marítimas, sendo concluída somente em 1952. 100 militares finlandeses — na maioria, lapões — morreram, e mais de 200 foram feridos durante esse processo.
Todavia, em contraste com os países da Europa Oriental envolvidos na Segunda Guerra Mundial, não houve ocupação soviética e a Finlândia manteve sua soberania. Tampouco os comunistas assumiram o poder, como nos países do Bloco Oriental. A Doutrina Paasikivi–Kekkonen foi a base da política externa finlandesa em relação à URSS, até a sua dissolução, em 1991,[carece de fontes?] e preconizava a estrita neutralidade internacional da Finlândia e relações amistosas com a URSS. Essa política foi assim chamada em alusão ao seu iniciador, o presidente Juho Kusti Paasikivi, e ao seu sucessor, Urho Kaleva Kekkonen.